# Nicolaas Wilhelm Pieter Rauwenhoff

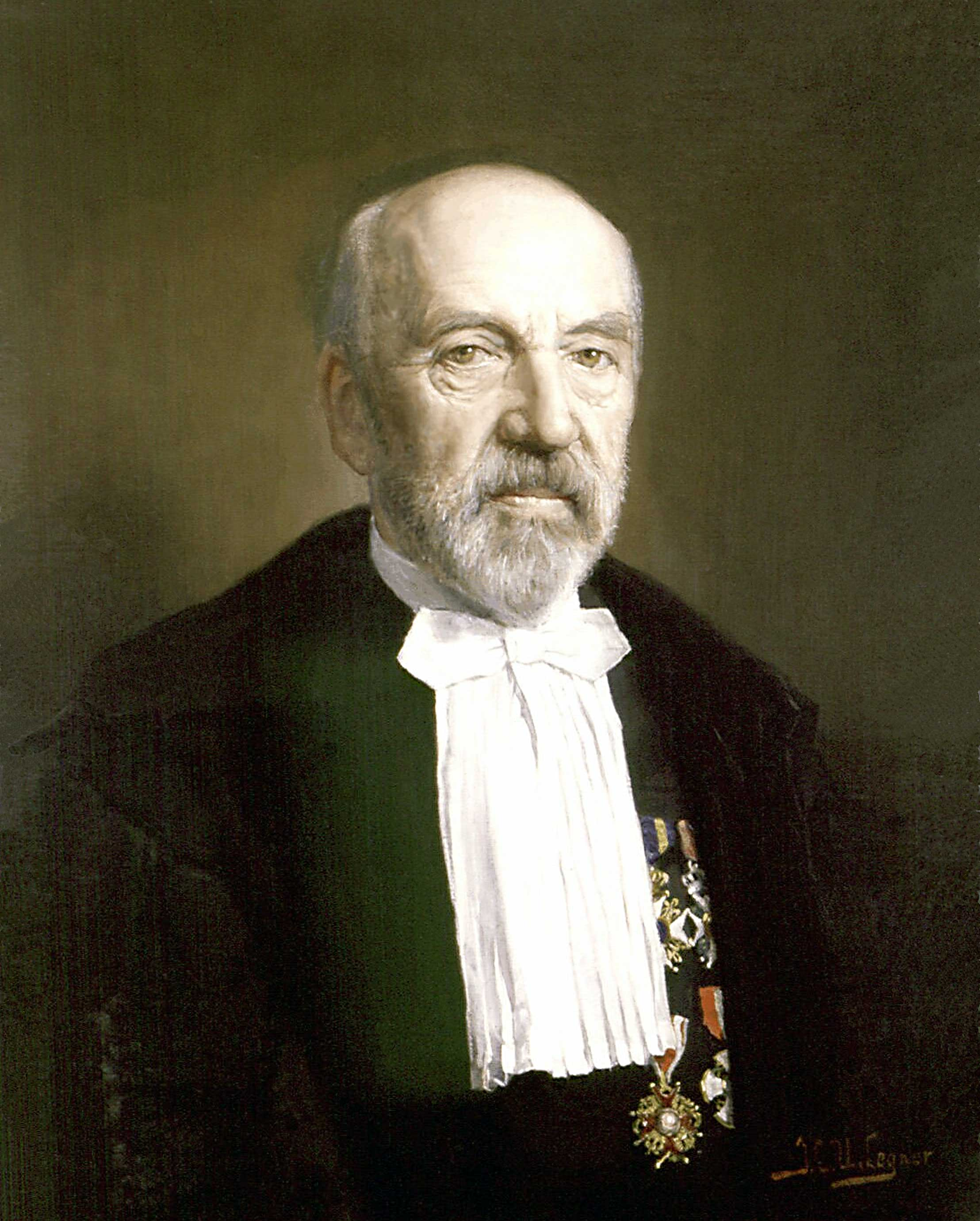
N.W.P. Rauwenhoff

Nicolaas Wilhelm Pieter Rauwenhoff (* 6. Juli 1826 in Amsterdam; † 17. Dezember 1909 in Utrecht) war ein niederländischer Biologe.

## Leben
Der erste Sohn des Kaufmanns Jan Hendrik Rauwenhoff (* 11. Juni 1799 in Amsterdam; † 11. September 1833 ebenda) und der Kunstmalerin Anna van Heurn (* 21. Juni 1798 in ’s-Hertogenbosch; † 7. September 1875 in Tongeren), verlor seinen Vater sehr jung. Seine Mutter zog daher nach Haarlem, wo er die meiste Zeit seiner Jugend verbrachte und die dortigen Schulen, mit seinem Bruder Lodewijk Willem Ernst Rauwenhoff, besuchte. Diese Ausbildung setzte er 1845 am Athenaeum Illustre Amsterdam fort, wo Friedrich Anton Wilhelm Miquel sein prägender Lehrer wurde. Nachdem er am 13. Dezember 1845 sein Examen zur Hochschulzulassung in Amsterdam absolviert hatte, immatrikulierte er sich am 4. Juni 1846 an der Universität Utrecht. Vor allem von Gerardus Johannes Mulder und Pieter Harting gefördert, promovierte Rauwenhoff am 21. Juni 1853 in Utrecht mit der Arbeit über Photosynthese De viridium plantarum partium cum aëris oxygenio et acido carbonico necessitudine zum philologischen Doktor der Naturwissenschaften. Diese Arbeit erschien unter dem niederländischen Titel Onderzoek naar de betrekking der groene plantendeelen tot de zuurstof en het koolzuur des dampkrings onder invloed van het zonnelicht (frei deutsch übersetzt: Untersuchungen über die Beziehung der grünen Pflanzenteile zu dem Sauerstoff und Kohlendioxid in der Atmosphäre, unter dem Einfluss von Sonnenlicht).
Nach kurzer Tätigkeit in Brummen, wurde er 1854 wissenschaftlicher Lebensmittelkontrolleur in Utrecht. 1859 wurde er Nachfolger von Miquel am Athenaeum Illustre in Amsterdam und am 7. Februar 1860 Lektor für Botanik an der klinischen Schule in Rotterdam. Am 13. Februar 1871 wurde er an die Universität Utrecht zum Professor für Botanik berufen, welche Aufgabe er am 21. April 1871 mit der Rede über die damalige Entwicklung der Richtung und Bedeutung der Pflanzenphysiologie De tegenwoordige richting en beteekenis der planten-physiologie uit hare geschiedenis toegelicht antrat. In seiner Eigenschaft als Utrechter Hochschullehrer beteiligte er sich auch an den organisatorischen Aufgaben der Hochschule und war 1884/85 Rektor der Alma Mater. Nachdem er fünfundzwanzig Jahre als Professor gewirkt hatte, hielt er am 17. Juni 1896 seine Abschiedsrede mit einem Vortrag über die Entwicklung der Botanik in den letzten 50 Jahren und wurde am 15. September desselben Jahres aus seiner Professur emeritiert, mit 3000 Gulden Pension.
1863 wurde Rauwenhoff Mitglied der königlich niederländischen Akademie der Wissenschaften, war Mitglied der holländischen Gesellschaft der Wissenschaften in Haarlem, war Ehrenvorsitzender der niederländischen Gesellschaft für Gartenbau und Botanik, 1858 wurde er Mitglied der provinziellen Utrechtschen Gesellschaft der Künste und Wissenschaften und am 10. September 1872 Ehrenmitglied der Linné-Gesellschaft in Brüssel. Zudem erhielt er am 1. Mai 1863 das belgische Leopoldskreuz, am 2. Juni 1864 wurde er Ritter des Leopoldsorden von Belgien, am 8. Juni 1869 erhielt er den russischen Sankt Stanislaus Ordens 3. Klasse, 1874 Ritter des Ordens der Krone von Italien und am 24. April 1877 wurde er Ritter des Ordens vom niederländischen Löwen. Rauwenhoff verheiratete sich am 18. Juli 1872 in Arnhem mit Anna Paulina Koopmans (* 29. Januar 1832 in Maastricht; † 4. November 1890 in Godesberg am Rhein in Preußen, begr. 11. November 1890 in Tongeren), die Tochter des Dirk Koopmans und der Johanna Broes. Die Ehe blieb kinderlos. Nach seinem Tod wurde sein Leichnam in das Familiengrab nach Tongeren, zwischen Epe und Oldebroek, überführt und beigesetzt.

## Werke
- Onderzoek naar de betrekking der groene plantendeelen tot de zuurstof en het koolzuur des dampkrings, onder den invloed van het zonnelicht. Amsterdam 1853.
- Papierbereiding. Amsterdam 1854 (Online).
- De bewaring der levensmiddelen. Scheikundig onderzoek naar de oorzaken en voorwaarden van ontleding en naar de middelen tot bewaring van de stoffen, die als voedsel genuttigd worden. Rotterdam 1857 (Online).
- De scheikundige verschijnselen bij de kieming der planten-zaden. Rotterdam 1858 (Online, mit Anthonie Kornelis Oudemans jr.).
- De natuurkundige grondslagen van den landbouw. Utrecht 1856.
- Inwijdings-rede over het nut der wetenschap, zijgtbaar in den werkkring der Plantkunde. Rotterdam 1860 (Online).
- Bijdrage tot de kennis van Dracaena draco L. Amsterdam 1863 (Online).
- Over het bevriezen der planten. Amsterdam 1863.
- Daniel Hooibrenk en zijne ontdekkingen. 1864.
- Catechismus der plantkunde. Rotterdam 1865 (mit H. Kloete Nortier).
- Observations sur l'accroissement de la Tige des Végétaux = Waarnemingen over den Groei van den Plantenstengel bij dag en bij nacht. Amsterdam 1867.
- De Bosschen. Leiden 1870.
- Observations sur les caractères et la formation du liège dans les Dicotylédones. In: Archives Néerlandaises. Haarlem 1870.
- De tegenwoordige richting en beteekenis der planten-physiologie uit hare geschiedenis toegelicht. Utrecht 1871.
- Carolus Linnaeus. 1875.
- Het samenwonen en samenleven in de organische wereld. 1876.
- Deherdenking van den sterfdag van Carolus Linnaeus. Amsterdam 1878.
- Sur les premiers phénomènes de la germination des spores des cryptogames. In: Archives Néerlandaises. Haarlem 1879, Bd. 16.
- Charles Robert Darwin. Utrecht 1882.
- Over het begrip van leven. Utrecht 1885.
- Onderzoekingen over Sphaeroplea annulina Ag. Amsterdam 1887.
- De geslachtsgeneratie der gleicheniaceeën. Amsterdam 1889 (auch französisch: La Génération Sexuée Des Gleicheniacées. 1890).